# کانتون آگئاریکو
کانتون آگئاریکو (به اسپانیایی: Aguarico Canton) یک منطقهٔ مسکونی در اکوادور است که در Orellana Province واقع شده‌است.

## خصوصیات
کانتون آگئاریکو ۱۱٬۳۵۷٫۷ کیلومترمربع مساحت و ۴٬۶۵۸ نفر جمعیت دارد.